# ألكسندر وينشل
ألكسندر وينشل (بالإنجليزية: Alexander Winchell)‏ هو عالم أسماك وعالم نبات وأستاذ جامعي وجيولوجي أمريكي، ولد في 31 ديسمبر 1824 في نورث إيست في الولايات المتحدة، وتوفي في 19 فبراير 1891 في آن آربر في الولايات المتحدة.

## وصلات خارجية
- ألكسندر وينشل على موقع الموسوعة البريطانية (الإنجليزية)